# Château de Villacerf
El castillo de Villacerf fue un chateau que se encontraba en Villacerf, Aube.

## El castillo
Primero se llamó Du Saint-Sépulcreen honor al monasterio local. En el siglo XII existía una familia señorial con el nombre de Saint-Sépulcre. Otros señores del lugar cuyo nombre nos ha llegado son, en 1163, Hugues de Romilly (castillo de St-Sépulcre), Guyet en 1346, Jacques de la Roëre en 1558, luego Jeanne de Guédon su viuda Olivier de la Roëre en 1597, Gaspart de la Roëre y Charles de Villemontée en 1616.
Claude de Bullion, importante Consejero de Estado, compró el señorío a Carlos II de Nevers, futuro duque de Mantua, hacia 1629. Obtuvo por carta patente del rey, en Metz en enero de 1632 y registrado en el parlamento en junio “la erección de la tierra y el señorío de Saint-Sépulchre », en châtellenie, baronía que depende directamente del rey, a su favor.
En 1653 Henry Godet des Marais y luego en 1659 Louis Hesselin, barón y maestro de la Cámara de los deniers, lo reconstruyeron en el estilo de la época utilizando las habilidades del arquitecto Levau.
En 1667, la tierra pasó a la familia Colbert, que eliminó el nombre de St-Sépulcre reemplazándolo por Villacerf-Riancey. Édouard Colbert de Villacerf enriqueció el castillo involucrando a François Girardon, en 1673, el terreno fue elevado al marquesado de Villacerf. El marquesado que pasó en 1705 a Pierre-Gilbert Colbert, Grand maître d'hotel de la duquesa de Borgoña. A su muerte en 1727, el marquesado pasó a Charles-Maurice Colbert, abad de Naupfle y de la abadía de Saint-André. Posteriormente fue vendido a Manual de Baviera, conde de Baviera e hijo ilegítimo de Maximiliano II Manuel, Elector de Baviera; que estuvo casado con Maria Josephine von Hohenfels, su medio sobrina.
La última propietaria del castillo fue la hija de los condes de Baviera, María Amelia de Baviera, esposa del conde de Hautefort. La propiedad fue incautada durante la Revolución y vendidas las piedras.

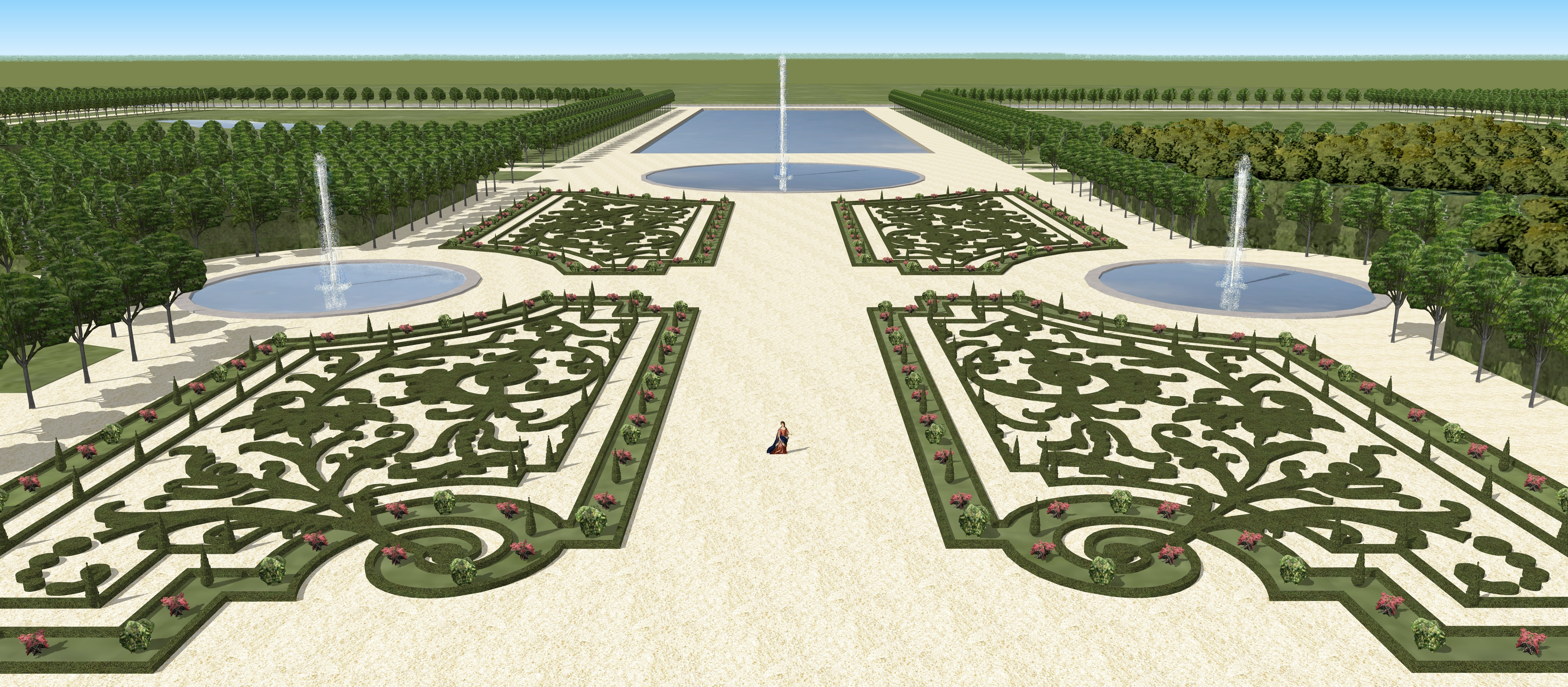
Gran perspectiva de los jardines de Villacerf, hacia 1700.
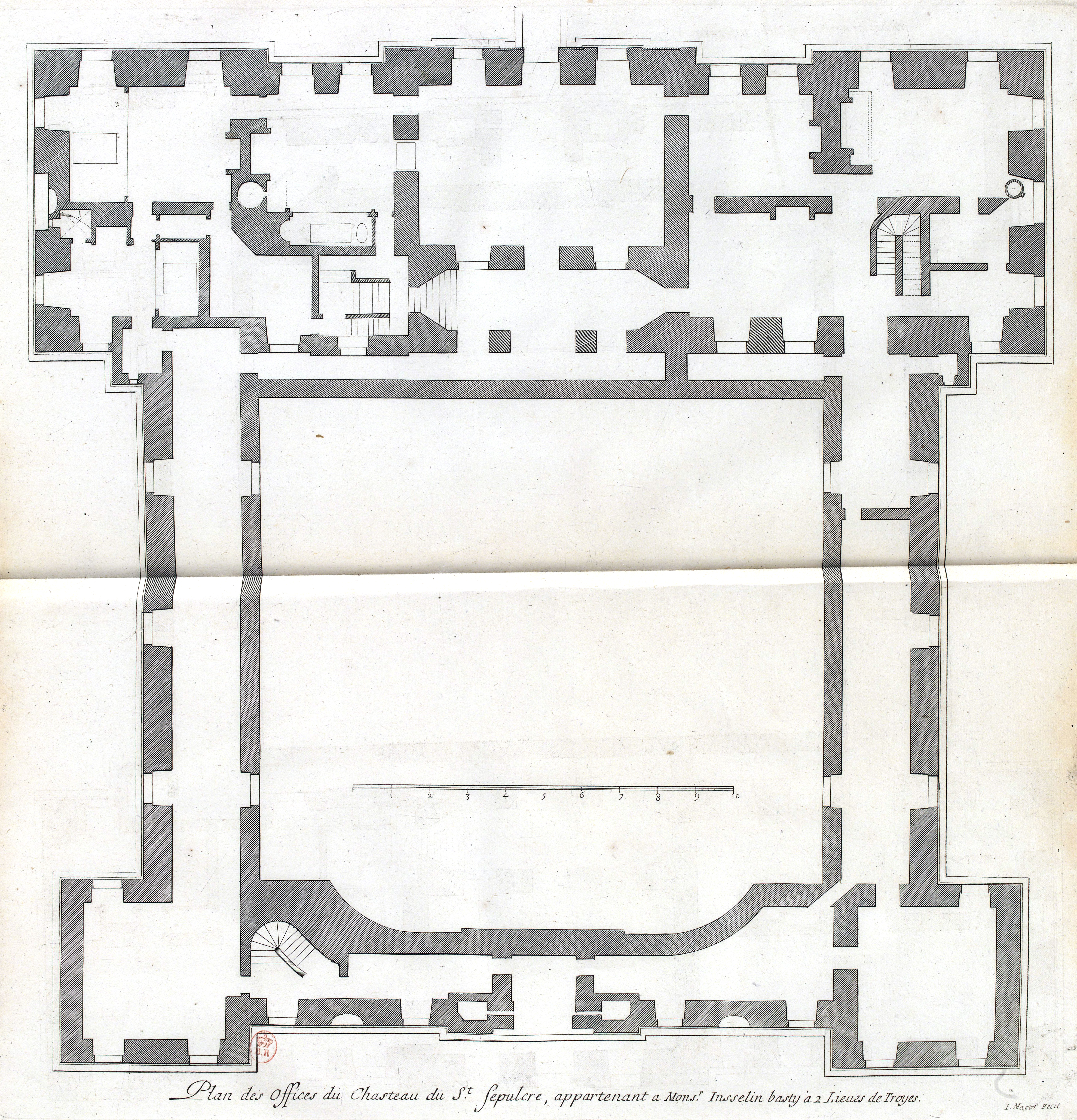
Mapa de Marot ,
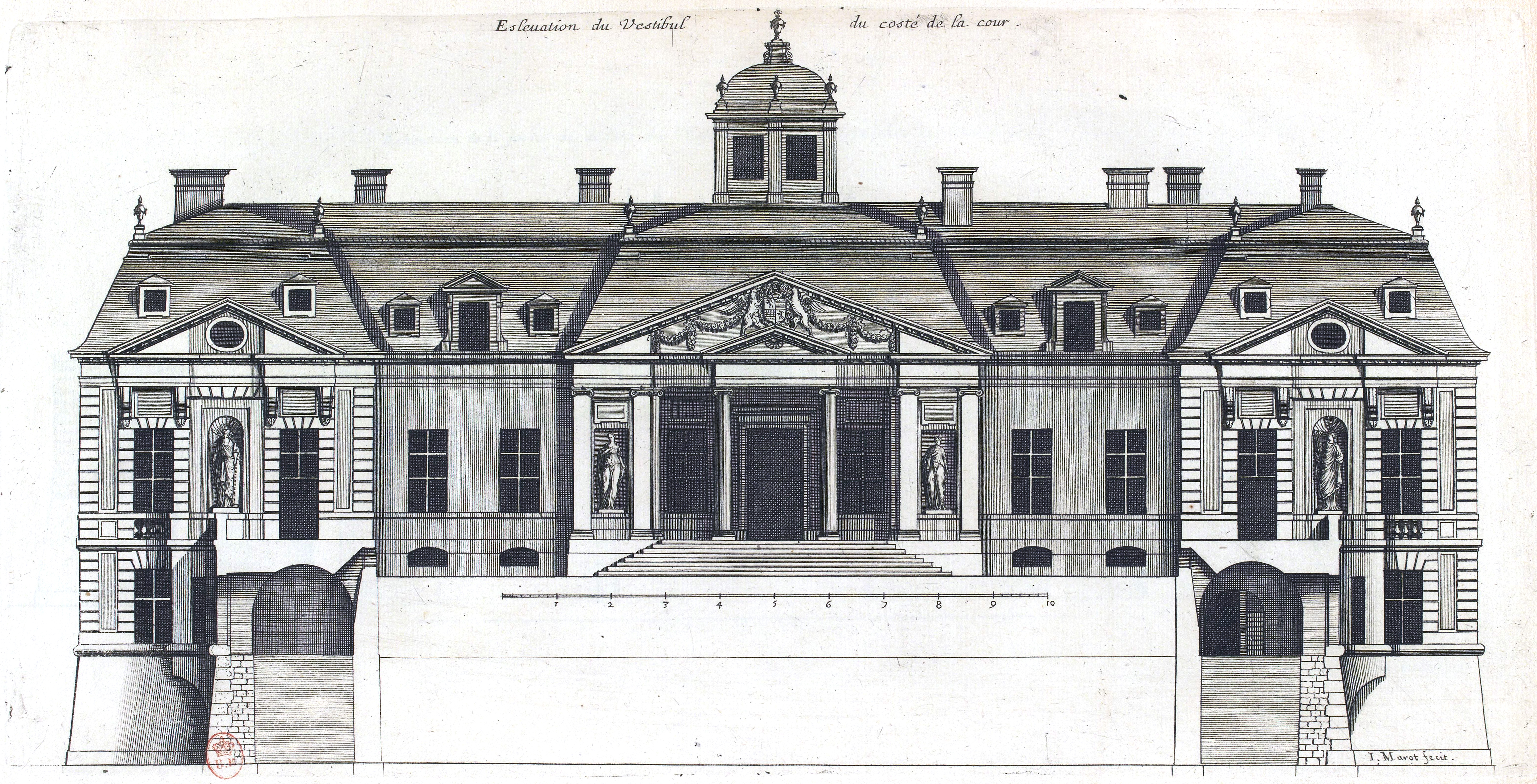
fachada del patio.

Quedan, del esplendor del castillo, además de los dibujos, los bustos de Luis XIV y Marie-Thérèse que se encuentran en el Museo Saint-Loup de Troyes, la Virgen con una rama de roble de Simon Vouet en el Louvre.

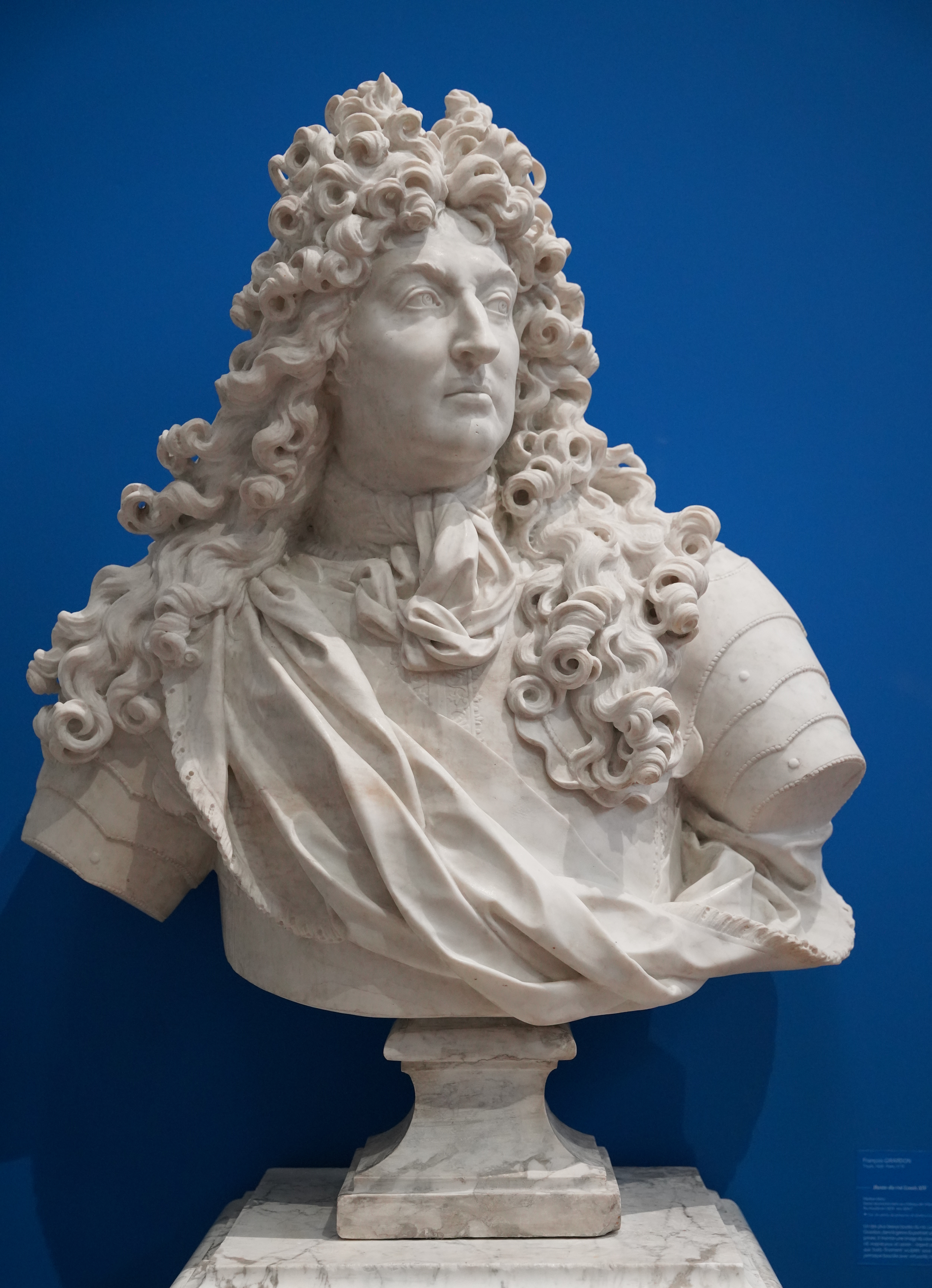
Luis XIV de François Girardon ;
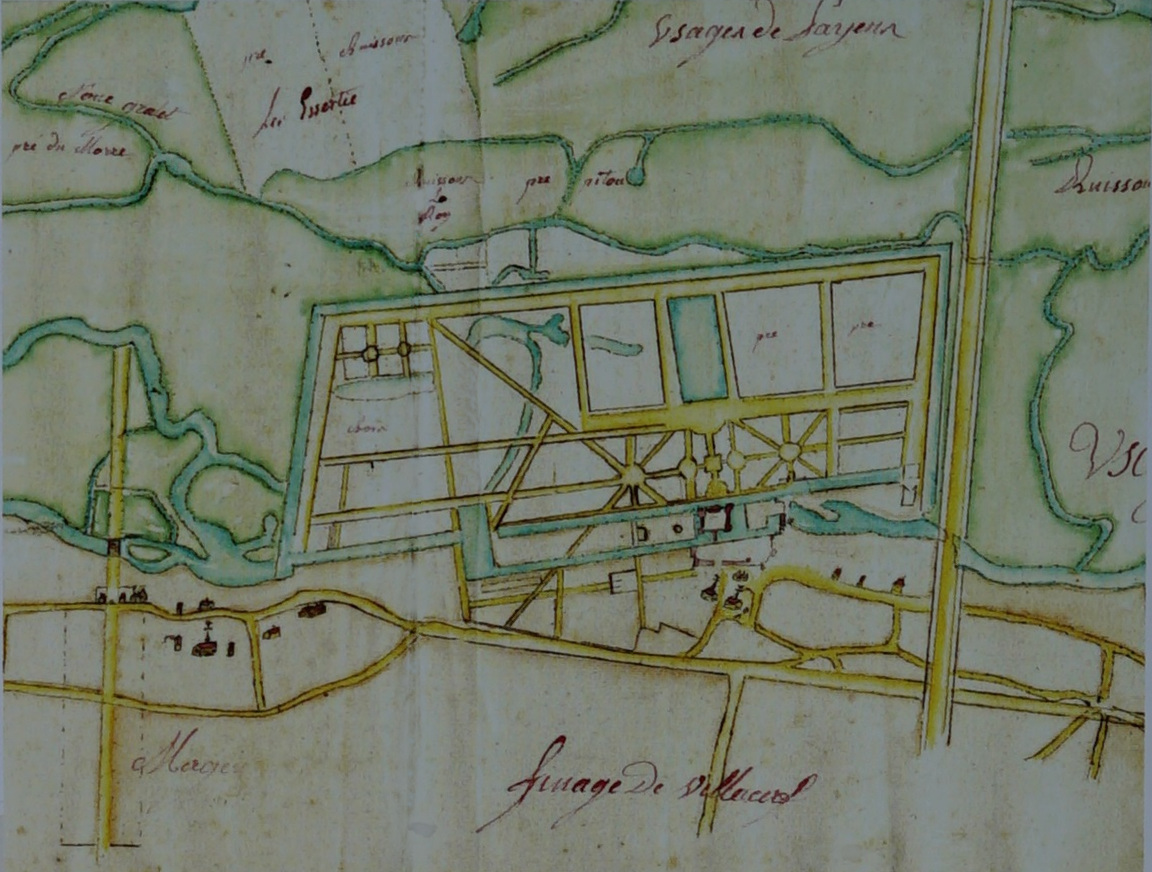
Su parque de estilo francés.